# Virginia Kirtley
Pour les articles homonymes, voir Kirtley.
Virginia Kirtley (née Virginia Saffell à Bowling Green dans le Missouri le 11 novembre 1888 et morte le 19 août 1956 à Sherman Oaks, en Californie) est une actrice américaine de cinéma muet. 

## Biographie
Son rôle de jeune fille séduite dans Pour gagner sa vie (Make a living) fait d'elle la toute première compagne d'un personnage de Charlie Chaplin à l'écran, avant même l'invention du personnage de Charlot. 
Elle était mariée à Eddie Lyons.

## Filmographie
Source principale de la filmographie :
- 1913 The Girls and Dad (it) d'Al Christie (court métrage) : une des filles

### The Keystone Film Company
- 1913 Love and Rubbish de Henry Lehrman (court métrage) : la nurse
- 1913 The Riot (en) de Mack Sennett (court métrage) : la jeune fille blonde à l'usine de confection
- 1913 Le Héros de Mabel (Mabel's New Hero) de Mack Sennett (court métrage) : l'amie de Mabel
- 1913 Mabel fait du cinéma (Mabel's Dramatic Career) de Mack Sennett (court métrage) : la jeune fille de la ville, rivale de Mabel
- 1913 The Bowling Match de Mack Sennett (court métrage) : une jeune femme au bowling (non créditée)
- 1913 A Healthy Neighborhood de Mack Sennett (court métrage) : la patiente blonde
- 1913 Un mariage bien tranquille (en) (A Quiet Little Wedding) de Wilfred Lucas (court métrage) : une invitée au mariage (non créditée)
- 1913 The Janitor de Wilfred Lucas (court métrage) : la fille du concierge
- 1913 Une course à la mairie (en) (Ride for a Bride) de George Nichols (court métrage) : la fiancée de Fatty
- 1913 His Sister's Kids (en) de George Nichols (court métrage) : une spectatrice (non créditée)
- 1913 A Bad Game de Mack Sennett (court métrage) : la jeune fille dans le parc (non créditée)
- 1913 He Would a Hunting Go (en) de George Nichols (court métrage) : une villageoise (non créditée)
- 1914 The Carbon Copy de David Miles (court métrage) pour la Kinemacolor Company
- 1914 A Flirt's Mistake de George Nichols (court métrage) : jeune fille sur le trottoir (non créditée)
- 1914 Les Bandits du village (In the Clutches of the Gang) de George Nichols (court métrage) : la jeune fille
- 1914 Les Noces de Fatty (Rebecca's Wedding Day) de George Nichols (court métrage) : une invitée au mariage (non créditée)
- 1914 Pour gagner sa vie (Making a Living) de Henry Lehrman (court métrage) : la fille

### American Film Manufacturing Company
- 1914 : Brass Buttons de William Desmond Taylor (court métrage) : Mary McArthur
- 1914 : Love Knows No Law de Frank Cooley (court métrage) : May Gibbs
- 1915 : In the Vale of Sorrow de Frank Cooley (court métrage) : Nan Mathews, l'épouse
- 1915 : The Spirit of Giving de Frank Cooley (court métrage) : Annie Stearns
- 1915 : A Girl and Two Boys de Frank Cooley (court métrage) : Marion Carroll
- 1915 : Evan's Lucky Day de Frank Cooley (court métrage)
- 1915 : Which Would You Rather Be? de Frank Cooley (court métrage) : Sadie Lane
- 1915 : Mrs. Cook's Cooking de Frank Cooley (court métrage) : Mrs. Cook
- 1915 : The Happier Man de Frank Cooley (court métrage)
- 1915 : The Constable's Daughter de Frank Cooley (court métrage)
- 1915 : The Haunting Memory de Frank Cooley (court métrage)
- 1915 : The Doctor's Strategy de Frank Cooley (court métrage) : Lucy Jones
- 1915 : In the Mansion of Loneliness de Frank Cooley (court métrage) : Mrs. Lane
- 1915 : When the Fire Bell Rang de Frank Cooley (court métrage)
- 1915 : Tricked Tom Chatterton (court métrage)
- 1915 : The First Stone de Frank Cooley (court métrage) : Mary Carr
- 1915 : The Once Over de Frank Cooley (court métrage) : Nellie Blake
- 1915 : Persistence Wins de Frank Cooley (court métrage) : Alice Longshore
- 1915 : Oh, Daddy! de Frank Cooley (court métrage) : Mme Valerie
- 1915 : No Quarter de Frank Cooley (court métrage) : Peggy Smith
- 1915 : The Face Most Fair de Frank Cooley (court métrage) :Edith Van Norris
- 1915 : Dreams Realized de Frank Cooley (court métrage) : la fille du vieil acteur

### Selig Polyscope Company
- 1915 : Robert Thorne Forecloses de Burton L. King (court métrage) : Violet Fitzhugh
- 1915 : Iole the Christian de Burton L. King (court métrage) : Iole, une jeune chrétienne
- 1915 : The Honor of the Camp de Burton L. King (court métrage) : Merry Waymire
- 1915 : The Hut on Sycamore Gap de Burton L. King
- 1915 : The Voice of Eva de Burton L. King (court métrage) : Eva
- 1915 : The Reaping de Burton L. King
- 1915 : Her Career de Burton L. King (court métrage) : Mrs. Owen Trent
- 1915 : The Last of the Stills de Burton L. King (court métrage) : Mary
- 1915 : Two Brothers and a Girl de Burton L. King (court métrage) : Constance
- 1915 : Mother's Birthday de Burton L. King (court métrage) : Mildred Wilson
- 1915 : Polishing Up Polly de Burton L. King (court métrage) : Polly
- 1915 : The Way of a Woman's Heart (court métrage)
- 1915 : The Bridge of Time de Frank Beal (court métrage)
- 1915 : Their Sinful Influence de Lloyd B. Carleton (court métrage)
- 1915 : The Love of Loti San de Lloyd B. Carleton (court métrage)
- 1916 : The Buried Treasure of Cobre de Frank Beal (court métrage)
- 1916 : Virtue Triumphant de William Robert Daly (court métrage)
- 1916 : The Grinning Skull de George Nichols (court métrage)
- 1916 : A Law Unto Himself de Robert Broadwell : Undetermined Role pour la Centaur Film Company
- 1916 : The Regeneration of Jim Halsey de Colin Campbell (court métrage)
- 1916 : The Comet's Come-Back de William Bertram (court métrage)
- 1916 : Power of the Cross de Burton L. King (court métrage)
- 1916 : Converging Paths de Burton L. King (court métrage)
- 1916 : Only a Rose de Burton L. King (court métrage)
- 1916 : Out of the Shadows de Burton L. King (court métrage)
- 1916 : The Girl Detective de Burton L. King (court métrage)
- 1916 : Hedge of Heart's Desire de Burton L. King (court métrage)
- 1916 : The Road to Fame (court métrage)
- 1916 : The Right Hand Path de Burton L. King (court métrage)
- 1917 : In Payment of the Past de Burton L. King (court métrage)
- 1917 : The Making of Bob Mason's Wife de Burton L. King (court métrage)
- 1917 : The Last of Her Clan de Burton L. King (court métrage)
- 1917 : The Return of Soapweed Scotty de Burton L. King (court métrage)
- 1917 : The Framed Miniature de Burton L. King (court métrage)
- 1917 : The Font of Courage de Burton L. King (court métrage)
- 1917 : The Heart of Jules Carson de Burton L. King (court métrage)
- 1917 : Who Shall Take My Life? de Colin Campbell : Mag Scott

- 1928 : The Midnight Adventure de Duke Worne : Alicia Gainsborough